# 馬場直人
馬場 直人（ばば なおと 1996年7月20日 - ）は、長野県山ノ内町出身のクロスカントリースキー選手。中野立志館高校、専修大学を卒業。現所属は中野土建スキークラブ。

## 主な競技結果

### 冬季オリンピック
- 2022年北京オリンピック  中国
  - スキーアスロン：35位
  - 4x10kmリレー：10位
  - 50kmフリー：24位[1][2]

### ノルディックスキー世界選手権
- 2019年ゼーフェルト大会  オーストリア
  - スキーアスロン：24位
  - 15kmクラシカル：28位
  - 50kmフリー：21位
- 2021年オーベルストドルフ大会  ドイツ
  - スキーアスロン：25位
  - 15kmフリー：19位
  - 4x10kmリレー：9位
- 2023年プラニツァ大会  スロベニア
  - スキーアスロン：20位
  - 15kmフリー：14位
  - 4x10kmリレー：10位
  - 50kmクラシカル：12位
- 2025年トロンハイム大会  ノルウェー
  - スキーアスロン：15位
  - 4x7.5kmリレー：13位
  - 50kmフリー：10位

### ワールドカップ
- 初出場 - 2017年12月10日 ダボス大会  スイス 15kmフリー
- 最高成績 - 2022年1月4日 ヴァル・ディ・フィエンメ大会  イタリア 10kmフリー：8位

### その他の国際大会

#### ユニバーシアード
- 2019年冬季ユニバーシアード  ロシア
  - 30kmフリー：優勝

### 全日本スキー選手権大会
- 2016/17 - 15kmフリー：優勝
- 2018/19 - 15kmフリー：優勝

## 記録の出典
- FIS Ski -